# Јелашница (Лесковац)
Јелашница је насељено место града Лесковца у Јабланичком округу. Према попису из 2022. било је 183 становника.
Атар села оивичен је атарима села Кумарево, Грајевце, Доња Купиновица, Орашац и Велика Биљаница.

## Положај и тип села
Село је подигнуто са обе стране Јелашничке реке, изнад самог ушћа исте у Јужну Мораву. Већина кућа саграђена је на западној ивици најниже дилувијалне равни која овде допире до десне обале Јужне Мораве док неке сеоске куће леже на алувијалној равни Јелашничке реке. Јелашница је удаљена 8 km ка истоку од Лесковца.
Припада селима збијеног типа. Састоји се из две махале које носе називе Село и Ново село. Махала Ново село смештена је узводно од Села.

## Хидрографске одлике
Село је богато текућим водама. Са западне стране село и алувијалну равницу између њега и Јужне Мораве запљускују воде Јужне Мораве док кроз село протиче Јелашничка река. Јелашничка река настаје спајањем Купиновачке и Јарсеновачке или Гољачке реке изнад села.
Јелашница је богата и изданском водом те Јелашничани имају бунаре дубоке од 8 до 15 m са добром водом. Сем бунара у Јелашници постоји неколико водовода насталих тако што је група домаћинстава довела воду са неколико локалитета.
- Јелашничка река на току кроз Јелашницу
- Јелашничка река на току кроз Јелашницу
- Јужна Морава на улазу у Јелашницу
- Јужна Морава

## Историја
Десна обала Јужне Мораве богата је налазиштима из праисторије. На локалитету „Под лојзе” пронађен је предмет из неолита. Црква „Голема света Недеља” која је саграђена на западној ивици језерске терасе, изнад школског дворишта, подигнута је на темељима старе византијске цркве. Постоје трагови који указују и на постојање неког античког насеља у близини цркве али и „латинског гробља”.
Живот у Јелашници наставио се и по доласку Словена. Село Јелашница, иако мало, као српско насеље потиче са почетка старе српске државе. У турском сумарном попису насеља у нахији Дубочица, с почетка XVI века, помиње се као тимарско село Горња Јелашница али и село Врановце-Горња Јелашница. С обзиром на постојање Горњег морала је да постоји и Доња Јелашница. Сматра се да се Доња Јелашница налазила на Јужној Морави односно на месту данашње Јелашнице. Постојање турског бунара у Јелашници указује на то да је село постојало у време њихове владавине овим крајевима. Неки извори тврде да се на том месту налазила и господарска кула. Када су ови предели ослобођени од Турака Јелашница је била мало село са 15 кућа..

## Демографија
Према попису становништва из 1953. године у селу је живело 594 становника у 90 кућа док је према попису из 1971. број становника смањен на 476 а број кућа повећан на 97.
У насељу Јелашница живи 250 пунолетних становника, а просечна старост становништва износи 49,6 година (48,5 код мушкараца и 50,8 код жена). У насељу има 91 домаћинство, а просечан број чланова по домаћинству је 3,18.
Ово насеље је великим делом насељено Србима (према попису из 2002. године), а у последња три пописа, примећен је пад у броју становника.
|             | \| Демографија[2] \| Демографија[2] \| Демографија[2] \| \| Година \| Становника \| Становника \| \| -------------- \| -------------- \| -------------- \| \| 1948. \| 566 \| \| \| 1953. \| 594 \| \| \| 1961. \| 543 \| \| \| 1971. \| 476 \| \| \| 1981. \| 439 \| \| \| 1991. \| 375 \| 375 \| \| 2002. \| 289 \| 289 \| \| 2011. \| 242 \| \| \| 2022. \| 183 \| \| |            |
| Демографија | |            |
| Година      | Становника | Становника |
| 1948.       | 566 |            |
| 1953.       | 594 |            |
| 1961.       | 543 |            |
| 1971.       | 476 |            |
| 1981.       | 439 |            |
| 1991.       | 375 | 375        |
| 2002.       | 289 | 289        |
| 2011.       | 242 |            |
| 2022.       | 183 |            |

| Етнички састав према попису из 2002.‍ | Етнички састав према попису из 2002.‍ | Етнички састав према попису из 2002.‍ | Етнички састав према попису из 2002.‍ | Етнички састав према попису из 2002.‍ |
| ------------------------------------ | ------------------------------------ | ------------------------------------ | ------------------------------------ | ------------------------------------ |
|                                      |                                      |                                      |                                      |                                      |
| Срби                                 | Срби                                 |                                      | 288                                  | 99,65%                               |
| Македонци                            | Македонци                            |                                      | 1                                    | 0,34%                                |
| непознато                            | непознато                            |                                      | 0                                    | 0,0%                                 |

| \| \| м \| \| \| ж \| \| ? \| 0 \| \| \| 0 \| \| 80+ \| 5 \| \| \| 9 \| \| 75—79 \| 15 \| \| \| 14 \| \| 70—74 \| 12 \| \| \| 15 \| \| 65—69 \| 19 \| \| \| 16 \| \| 60—64 \| 6 \| \| \| 4 \| \| 55—59 \| 7 \| \| \| 11 \| \| 50—54 \| 9 \| \| \| 9 \| \| 45—49 \| 13 \| \| \| 12 \| \| 40—44 \| 14 \| \| \| 6 \| \| 35—39 \| 9 \| \| \| 6 \| \| 30—34 \| 3 \| \| \| 3 \| \| 25—29 \| 8 \| \| \| 7 \| \| 20—24 \| 8 \| \| \| 4 \| \| 15—19 \| 8 \| \| \| 6 \| \| 10—14 \| 8 \| \| \| 6 \| \| 5—9 \| 2 \| \| \| 6 \| \| 0—4 \| 4 \| \| \| 5 \| \| Просек : \| 48,5 \| \| \| 50,8 \| |      |  |  |      |
| |      |  |  |      |
| | м    |  |  | ж    |
| ? | 0    |  |  | 0    |
| 80+ | 5    |  |  | 9    |
| 75—79 | 15   |  |  | 14   |
| 70—74 | 12   |  |  | 15   |
| 65—69 | 19   |  |  | 16   |
| 60—64 | 6    |  |  | 4    |
| 55—59 | 7    |  |  | 11   |
| 50—54 | 9    |  |  | 9    |
| 45—49 | 13   |  |  | 12   |
| 40—44 | 14   |  |  | 6    |
| 35—39 | 9    |  |  | 6    |
| 30—34 | 3    |  |  | 3    |
| 25—29 | 8    |  |  | 7    |
| 20—24 | 8    |  |  | 4    |
| 15—19 | 8    |  |  | 6    |
| 10—14 | 8    |  |  | 6    |
| 5—9 | 2    |  |  | 6    |
| 0—4 | 4    |  |  | 5    |
| Просек : | 48,5 |  |  | 50,8 |

| Година пописа     | 1948. | 1953. | 1961. | 1971. | 1981. | 1991. | 2002. |
| ----------------- | ----- | ----- | ----- | ----- | ----- | ----- | ----- |
| Број домаћинстава | 81    | 90    | 97    | 97    | 100   | 119   | 91    |

| Број чланова      | 1  | 2  | 3  | 4 | 5 | 6  | 7 | 8 | 9 | 10 и више | Просек |
| ----------------- | -- | -- | -- | - | - | -- | - | - | - | --------- | ------ |
| Број домаћинстава | 14 | 32 | 13 | 9 | 8 | 11 | 2 | 2 | 0 | 0         | 3,18   |

| Пол    | Укупно | Неожењен/Неудата | Ожењен/Удата | Удовац/Удовица | Разведен/Разведена | Непознато |
| ------ | ------ | ---------------- | ------------ | -------------- | ------------------ | --------- |
| Мушки  | 136    | 27               | 95           | 13             | 1                  | 0         |
| Женски | 122    | 7                | 94           | 20             | 1                  | 0         |
| УКУПНО | 258    | 34               | 189          | 33             | 2                  | 0         |

| Пол    | Укупно                    | Пољопривреда, лов и шумарство | Рибарство                            | Вађење руде и камена | Прерађивачка индустрија       |
| ------ | ------------------------- | ----------------------------- | ------------------------------------ | -------------------- | ----------------------------- |
| Мушки  | 93                        | 70                            | 0                                    | 0                    | 6                             |
| Женски | 49                        | 44                            | 0                                    | 0                    | 1                             |
| Укупно | 142                       | 114                           | 0                                    | 0                    | 7                             |
|        |                           |                               |                                      |                      |                               |
| Пол    | Производња и снабдевање   | Грађевинарство                | Трговина                             | Хотели и ресторани   | Саобраћај, складиштење и везе |
| Мушки  | 0                         | 2                             | 0                                    | 0                    | 0                             |
| Женски | 0                         | 0                             | 1                                    | 1                    | 0                             |
| Укупно | 0                         | 2                             | 1                                    | 1                    | 0                             |
|        |                           |                               |                                      |                      |                               |
| Пол    | Финансијско посредовање   | Некретнине                    | Државна управа и одбрана             | Образовање           | Здравствени и социјални рад   |
| Мушки  | 0                         | 0                             | 1                                    | 3                    | 0                             |
| Женски | 0                         | 0                             | 0                                    | 1                    | 0                             |
| Укупно | 0                         | 0                             | 1                                    | 4                    | 0                             |
|        |                           |                               |                                      |                      |                               |
| Пол    | Остале услужне активности | Приватна домаћинства          | Екстериторијалне организације и тела | Непознато            | Непознато                     |
| Мушки  | 0                         | 0                             | 0                                    | 11                   | 11                            |
| Женски | 0                         | 0                             | 0                                    | 1                    | 1                             |
| Укупно | 0                         | 0                             | 0                                    | 12                   | 12                            |

## Привреда
Јелашничани се највише баве земљорадњом и сточарством. Од жита највише се гаје пшеница и кукуруз, од поврћа пасуљ, паприка, купус а од индустријских култура дуван. Производе винову лозу за вино и шљиву за ракију.
У селу постоји четвороразредна основна школа као истурено одељење осмогодишње основне школе у Манојловцу. Ову школу похађају ђаци из Грајевца и Јелашнице.

### Саобраћајне везе
Јелашница је повезана са Лесковцем асфалтним путем. Овај асфалтни пут одваја се од пута Лесковац-Орашац у селу Братмиловцу, пролази кроз село Кумарево и допире до Јужне Мораве. Преко Мораве постоји мост који се налази на стотинак метара узводно од Јелашнице. Од моста овај пут повија се уз брег ка северу и улази у само село.
Неасфалтирани пут повезује Јелашницу и низводно Грајевце. Пољски путеви постоје ка селима Купиновница и Јашуња.

## Галерија
- Црква Свете великомученице Недеље
- Црква Свете великомученице Недеље
- Црква Свете великомученице Недеље
- Основна школа Радоје Домановић
- Основна школа Радоје Домановић